# انتونیو پوچه
انتونیو پوچه (انگلیسی: Antonio Puche؛ زادهٔ ۲ اوت ۱۹۷۲) بازیکن فوتبال اهل اسپانیا است.
از باشگاه‌هایی که در آن بازی کرده‌است می‌توان به باشگاه فوتبال الچه، باشگاه فوتبال گرانادا، و باشگاه فوتبال ویارئال اشاره کرد.
وی همچنین در تیم‌های ملی فوتبال زیر ۱۶ سال اسپانیا و زیر ۲۰ سال اسپانیا بازی کرده‌است.